# Pediobius erosus
Pediobius erosus är en stekelart som först beskrevs av Jean Risbec 1951.  Pediobius erosus ingår i släktet Pediobius och familjen finglanssteklar. Inga underarter finns listade i Catalogue of Life.